# Maisons des 34 et 36 rue Chaussée à Vire
Les maisons des 34 et 36 rue Chaussée étaient des édifices situés à Vire, dans le département français du Calvados, en France.

## Localisation
Les maisons étaient situées aux numéros 34 et 36 de la rue Chaussée.

## Historique
La construction datait du XVe siècle
L'édifice est inscrit au titre des Monuments historiques depuis le 25 janvier 1932.
Il est détruit pendant les bombardements de la Bataille de Normandie.